# Llista d'espècies de terafòsids (A-H)
Llista d'espècies de terafòsids, per ordre alfabètic, de la lletra A a la H, descrites fins al 21 de desembre de 2006. Per a veure la resta d'espècies aneu a la Llista d'espècies de terafòsids (I-Z).
| Directori A B C E G H |

## A

### Acanthopelma
Acanthopelma F. O. P.-Cambridge, 1897
- Acanthopelma beccarii Caporiacco, 1947 (Guyana)
- Acanthopelma rufescens F. O. P.-Cambridge, 1897 (Amèrica Central)

### Acanthoscurria
Acanthoscurria Ausserer, 1871
- Acanthoscurria acuminata Schmidt & Tesmoingt, 2005 (Bolívia, Brasil)
- Acanthoscurria antillensis Pocock, 1903 (Petites Antilles)
- Acanthoscurria atrox Vellard, 1924 (Brasil)
- Acanthoscurria aurita Piza, 1939 (Brasil)
- Acanthoscurria bollei Schmidt, 2005 (Argentina, Uruguai)
- Acanthoscurria borealis Schmidt & Peters, 2005 (Guatemala)
- Acanthoscurria brocklehursti F. O. P.-Cambridge, 1896 (Brasil)
- Acanthoscurria chacoana Brèthes, 1909 (Brasil, Bolívia, Paraguai, Argentina)
- Acanthoscurria chiracantha Mello-Leitão, 1923 (Brasil)
- Acanthoscurria convexa (C. L. Koch, 1842) (Brasil)
- Acanthoscurria cordubensis Thorell, 1894 (Argentina)
- Acanthoscurria cunhae Mello-Leitão, 1923 (Brasil)
- Acanthoscurria cursor Chamberlin, 1917 (Brasil)
- Acanthoscurria ferina Simon, 1892 (Perú, Bolívia, Brasil)
- Acanthoscurria fracta Chamberlin, 1917 (Brasil)
- Acanthoscurria geniculata (C. L. Koch, 1841) (Brasil)
- Acanthoscurria gomesiana Mello-Leitão, 1923 (Brasil)
- Acanthoscurria guaxupe Piza, 1972 (Brasil)
- Acanthoscurria insubtilis Simon, 1892 (Bolívia)
- Acanthoscurria juruenicola Mello-Leitão, 1923 (Brasil)
- Acanthoscurria maga Simon, 1892 (Sud d'Amèrica)
- Acanthoscurria melanotheria Mello-Leitão, 1923 (Brasil)
- Acanthoscurria minor Ausserer, 1871 (Guyana)
- Acanthoscurria musculosa Simon, 1892 (Bolívia)
- Acanthoscurria natalensis Chamberlin, 1917 (Brasil)
- Acanthoscurria parahybana Mello-Leitão, 1926 (Brasil)
- Acanthoscurria paulensis Mello-Leitão, 1923 (Brasil)
- Acanthoscurria pugnax Vellard, 1924 (Brasil)
- Acanthoscurria rhodothele Mello-Leitão, 1923 (Brasil)
- Acanthoscurria rondoniae Mello-Leitão, 1923 (Brasil)
- Acanthoscurria sternalis Pocock, 1903 (Bolívia, Paraguai, Argentina)
- Acanthoscurria suina Pocock, 1903 (Argentina, Uruguai)
- Acanthoscurria tarda Pocock, 1903 (Brasil)
- Acanthoscurria theraphosoides (Doleschall, 1871) (Brasil)
- Acanthoscurria transamazonica Piza, 1972 (Brasil)
- Acanthoscurria urens Vellard, 1924 (Brasil)
- Acanthoscurria violacea Mello-Leitão, 1923 (Brasil)
- Acanthoscurria xinguensis Timotheo, 1960 (Brasil)

### Aenigmarachne
Aenigmarachne Schmidt, 2005
- Aenigmarachne sinapophysis Schmidt, 2005 (Costa Rica)

### Annandaliella
Annandaliella Hirst, 1909
- Annandaliella pectinifera Gravely, 1935 (Índia)
- Annandaliella travancorica Hirst, 1909 (Índia)

### Anoploscelus
Anoploscelus Pocock, 1897
- Anoploscelus celeripes Pocock, 1897 (Uganda, Tanzània)
- Anoploscelus lesserti Laurent, 1946 (Ruanda)

### Aphonopelma
Aphonopelma Pocock, 1901
- Aphonopelma aberrans (Chamberlin, 1917) (Xile)
- Aphonopelma anax (Chamberlin, 1940) (EUA)
- Aphonopelma anitahoffmannae Locht i cols., 2005 (Mèxic)
- Aphonopelma apacheum Chamberlin, 1940 (EUA)
- Aphonopelma armada (Chamberlin, 1940) (EUA)
- Aphonopelma arnoldi Smith, 1995 (EUA)
- Aphonopelma baergi Chamberlin, 1940 (EUA)
- Aphonopelma behlei Chamberlin, 1940 (EUA)
- Aphonopelma bicoloratum Struchen, Brändle & Schmidt, 1996 (Mèxic)
- Aphonopelma bistriatum (C. L. Koch, 1838) (Brasil)
- Aphonopelma braunshausenii Tesmoingt, 1996 (Mèxic)
- Aphonopelma breenei Smith, 1995 (EUA)
- Aphonopelma brunnius Chamberlin, 1940 (EUA)
- Aphonopelma burica Valerio, 1980 (Costa Rica)
- Aphonopelma caniceps (Simon, 1891) (Mèxic)
- Aphonopelma chalcodes Chamberlin, 1940 (EUA)
- Aphonopelma chamberlini Smith, 1995 (EUA)
- Aphonopelma chambersi Smith, 1995 (EUA)
- Aphonopelma clarki Smith, 1995 (EUA)
- Aphonopelma clarum Chamberlin, 1940 (EUA)
- Aphonopelma coloradanum (Chamberlin, 1940) (EUA)
- Aphonopelma cookei Smith, 1995 (Mèxic)
- Aphonopelma cratium Chamberlin, 1940 (EUA)
- Aphonopelma crinirufum (Valerio, 1980) (Costa Rica)
- Aphonopelma crinitum (Pocock, 1901) (Mèxic)
- Aphonopelma cryptethum Chamberlin, 1940 (EUA)
- Aphonopelma duplex (Chamberlin, 1925) (Mèxic)
- Aphonopelma echinum (Chamberlin, 1940) (EUA)
- Aphonopelma eustathes (Chamberlin, 1940) (Mèxic)
- Aphonopelma eutylenum Chamberlin, 1940 (EUA)
- Aphonopelma gabeli Smith, 1995 (EUA)
- Aphonopelma geotoma (Chamberlin, 1937) (Mèxic)
- Aphonopelma gertschi Smith, 1995 (Mèxic)
- Aphonopelma griseum Chamberlin, 1940 (Mèxic)
- Aphonopelma gurleyi Smith, 1995 (EUA)
- Aphonopelma hageni (Strand, 1906) (Mèxic)
- Aphonopelma harlingenum (Chamberlin, 1940) (EUA)
- Aphonopelma helluo (Simon, 1891) (Mèxic)
- Aphonopelma hentzi (Girard, 1852) (EUA)
- Aphonopelma hesPerúm (Chamberlin, 1917) (Mèxic)
- Aphonopelma heterops Chamberlin, 1940 (EUA)
- Aphonopelma hollyi Smith, 1995 (EUA)
- Aphonopelma iodius (Chamberlin & Ivie, 1939) (EUA)
- Aphonopelma iviei Smith, 1995 (EUA)
- Aphonopelma joshua Prentice, 1997 (EUA)
- Aphonopelma jungi Smith, 1995 (EUA)
- Aphonopelma lanceolatum (Simon, 1891) (Nicaragua)
- Aphonopelma latens (Chamberlin, 1917) (El Salvador, Nicaragua)
- Aphonopelma levii Smith, 1995 (Mèxic)
- Aphonopelma lithodomum Chamberlin, 1940 (EUA)
- Aphonopelma marxi (Simon, 1891) (EUA)
- Aphonopelma minchi Smith, 1995 (EUA)
- Aphonopelma moderatum (Chamberlin & Ivie, 1939) (EUA)
- Aphonopelma mojave Prentice, 1997 (EUA)
- Aphonopelma mooreae Smith, 1995 (Mèxic)
- Aphonopelma mordax (Ausserer, 1871) (EUA)
- Aphonopelma nayaritum Chamberlin, 1940 (Mèxic)
- Aphonopelma odelli Smith, 1995 (EUA)
- Aphonopelma pallidum (F. O. P.-Cambridge, 1897) (Mèxic)
- Aphonopelma paloma Prentice, 1993 (EUA)
- Aphonopelma pedatum (Strand, 1907) (Surinam)
- Aphonopelma phanum Chamberlin, 1940 (EUA)
- Aphonopelma phasmus Chamberlin, 1940 (EUA)
- Aphonopelma platnicki Smith, 1995 (Mèxic)
- Aphonopelma prosoicum Chamberlin, 1940 (Mèxic)
- Aphonopelma punzoi Smith, 1995 (EUA)
- Aphonopelma radinum (Chamberlin & Ivie, 1939) (EUA)
- Aphonopelma reversum Chamberlin, 1940 (EUA)
- Aphonopelma rothi Smith, 1995 (EUA)
- Aphonopelma rubropilosum (Ausserer, 1871) (Brasil)
- Aphonopelma ruedanum Chamberlin, 1940 (Mèxic)
- Aphonopelma rusticum (Simon, 1891) (Mèxic)
- Aphonopelma sandersoni Smith, 1995 (EUA)
- Aphonopelma schmidti Smith, 1995 (EUA)
- Aphonopelma sclerothrix (Valerio, 1980) (Costa Rica)
- Aphonopelma seemanni (F. O. P.-Cambridge, 1897) (Amèrica Central)
- Aphonopelma serratum (Simon, 1891) (Mèxic)
- Aphonopelma smithi Smith, 1995 (EUA)
- Aphonopelma stahnkei Smith, 1995 (EUA)
- Aphonopelma steindachneri (Ausserer, 1875) (EUA)
- Aphonopelma stoicum (Chamberlin, 1925) (Mèxic)
- Aphonopelma sullivani Smith, 1995 (EUA)
- Aphonopelma texense (Simon, 1891) (EUA)
- Aphonopelma truncatum (F. O. P.-Cambridge, 1897) (Mèxic)
- Aphonopelma vogelae Smith, 1995 (EUA)
- Aphonopelma vorhiesi (Chamberlin & Ivie, 1939) (EUA)
- Aphonopelma waconum (Chamberlin, 1940) (EUA)
- Aphonopelma wichitanum (Chamberlin, 1940) (EUA)
- Aphonopelma xanthochromum (Valerio, 1980) (Costa Rica)
- Aphonopelma zionis Chamberlin, 1940 (EUA)

### Augacephalus
Augacephalus Gallon, 2002
- Augacephalus breyeri (Hewitt, 1919) (Sud-àfrica, Moçambic, Swazilàndia)
- Augacephalus junodi (Simon, 1904) (Est i Sud d'Àfrica)

### Avicularia
Avicularia Lamarck, 1818
- Avicularia affinis (Nicolet, 1849) (Xile)
- Avicularia alticeps (Keyserling, 1878) (Uruguai)
- Avicularia ancylochira Mello-Leitão, 1923 (Brasil)
- Avicularia anthracina (C. L. Koch, 1842) (Uruguai)
- Avicularia aurantiaca Bauer, 1996 (Perú)
- Avicularia avicularia (Linnaeus, 1758) (Costa Rica fins a Brasil)
  - Avicularia avicularia variegata F. O. P.-Cambridge, 1896 (Brasil)
- Avicularia aymara (Chamberlin, 1916) (Perú)
- Avicularia azuraklaasi Tesmoingt, 1996 (Perú)
- Avicularia bicegoi Mello-Leitão, 1923 (Brasil)
- Avicularia borelli (Simon, 1897) (Paraguai)
- Avicularia braunshauseni Tesmoingt, 1999 (Brasil)
- Avicularia caesia (C. L. Koch, 1842) (Puerto Rico)
- Avicularia cuminami Mello-Leitão, 1930 (Brasil)
- Avicularia detrita (C. L. Koch, 1842) (Brasil)
- Avicularia diversipes (C. L. Koch, 1842) (Brasil)
- Avicularia doleschalli (Ausserer, 1871) (Brasil)
- Avicularia exilis Strand, 1907 (Surinam)
- Avicularia fasciculata Strand, 1907 (Sud d'Amèrica)
  - Avicularia fasciculata clara Strand, 1907 (Sud d'Amèrica)
- Avicularia geroldi Tesmoingt, 1999 (Brasil)
- Avicularia glauca Simon, 1891 (Panamà)
- Avicularia gracilis (Keyserling, 1891) (Brasil)
- Avicularia guyana (Simon, 1892) (Guyana)
- Avicularia hirsuta (Ausserer, 1875) (Cuba)
- Avicularia holmbergi Thorell, 1890 (Guaiana Francesa)
- Avicularia huriana Tesmoingt, 1996 (Ecuador)
- Avicularia juruensis Mello-Leitão, 1923 (Brasil)
- Avicularia laeta (C. L. Koch, 1842) (Brasil, Puerto Rico)
- Avicularia leporina (C. L. Koch, 1841) (Brasil)
- Avicularia metallica Ausserer, 1875 (Surinam)
- Avicularia minatrix Pocock, 1903 (Veneçuela)
- Avicularia nigrotaeniata Mello-Leitão, 1940 (Guyana)
- Avicularia obscura (Ausserer, 1875) (Colòmbia)
- Avicularia ochracea (Perty, 1833) (Brasil)
- Avicularia palmicola Mello-Leitão, 1945 (Brasil)
- Avicularia panamensis (Simon, 1891) (Mèxic, Guatemala, Panamà)
- Avicularia parva (Keyserling, 1878) (Uruguai)
- Avicularia plantaris (C. L. Koch, 1842) (Brasil)
- Avicularia pulchra Mello-Leitão, 1933 (Brasil)
- Avicularia purpurea Kirk, 1990 (Ecuador)
- Avicularia rapax (Ausserer, 1875) (Sud d'Amèrica)
- Avicularia recifiensis Struchen & Brändle, 1996 (Brasil)
- Avicularia rufa Schiapelli & Gerschman, 1945 (Brasil)
- Avicularia rutilans Ausserer, 1875 (Colòmbia)
- Avicularia soratae Strand, 1907 (Bolívia)
- Avicularia subvulpina Strand, 1906 (Sud d'Amèrica)
- Avicularia surinamensis Strand, 1907 (Surinam)
- Avicularia taunayi (Mello-Leitão, 1920) (Brasil)
- Avicularia tigrina (Pocock, 1903) (Uruguai)
- Avicularia ulrichea Tesmoingt, 1996 (Brasil)
- Avicularia urticans Schmidt, 1994 (Perú)
- Avicularia velutina Simon, 1889 (Veneçuela)
- Avicularia versicolor (Walckenaer, 1837) (Guadalupe, Martinica)
- Avicularia violacea (Mello-Leitão, 1930) (Brasil)
- Avicularia walckenaeri (Perty, 1833) (Brasil)

## B

### Batesiella
Batesiella Pocock, 1903
- Batesiella crinita Pocock, 1903 (Camerun)

### Bonnetina
Bonnetina Vol, 2000
- Bonnetina cyaneifemur Vol, 2000 (Mèxic)
- Bonnetina rudloffi Vol, 2001 (Mèxic)

### Brachionopus
Brachionopus Pocock, 1897
- Brachionopus annulatus Purcell, 1903 (Sud-àfrica)
- Brachionopus leptopelmiformis Strand, 1907 (Sud-àfrica)
- Brachionopus pretoriae Purcell, 1904 (Sud-àfrica)
- Brachionopus robustus Pocock, 1897 (Sud-àfrica)
- Brachionopus tristis Purcell, 1903 (Sud-àfrica)

### Brachypelma
Brachypelma Simon, 1891
- Brachypelma albiceps (Pocock, 1903) (Mèxic)
- Brachypelma albopilosum Valerio, 1980 (Costa Rica)
- Brachypelma andrewi Schmidt, 1992 (desconegut)
- Brachypelma angustum Valerio, 1980 (Costa Rica)
- Brachypelma annitha Tesmoingt, Cleton & Verdez, 1997 (Mèxic)
- Brachypelma auratum Schmidt, 1992 (Mèxic)
- Brachypelma aureoceps (Chamberlin, 1917) (EUA, probablement introduïda)
- Brachypelma baumgarteni Smith, 1993 (Mèxic)
- Brachypelma boehmei Schmidt & Klaas, 1993 (Mèxic)
- Brachypelma embrithes (Chamberlin & Ivie, 1936) (Panamà)
- Brachypelma emilia (White, 1856) (Mèxic)
- Brachypelma epicureanum (Chamberlin, 1925) (Mèxic)
- Brachypelma fossorium Valerio, 1980 (Costa Rica)
- Brachypelma hamorii Tesmoingt, Cleton & Verdez, 1997 (Mèxic)
- Brachypelma klaasi (Schmidt & Krause, 1994) (Mèxic)
- Brachypelma sabulosum (F. O. P.-Cambridge, 1897) (Guatemala)
- Brachypelma schroederi Rudloff, 2003 (Mèxic)
- Brachypelma smithi (F. O. P.-Cambridge, 1897) (Mèxic)
- Brachypelma vagans (Ausserer, 1875) (Mèxic, Amèrica Central)
- Brachypelma verdezi Schmidt, 2003 (Mèxic)

## C

### Cardiopelma
Cardiopelma Vol, 1999
- Cardiopelma mascatum Vol, 1999 (desconegut)

### Catumiri
Catumiri Guadanucci, 2004
- Catumiri argentinense (Mello-Leitão, 1941) (Xile, Argentina)
- Catumiri chicaoi Guadanucci, 2004 (Brasil)
- Catumiri petropolium Guadanucci, 2004 (Brasil)
- Catumiri Uruguaiense Guadanucci, 2004 (Brasil, Uruguai)

### Ceratogyrus
Ceratogyrus Pocock, 1897
- Ceratogyrus bechuanicus Purcell, 1902 (Sud d'Àfrica)
- Ceratogyrus brachycephalus Hewitt, 1919 (Botswana, Zimbabwe, Sud-àfrica)
- Ceratogyrus darlingi Pocock, 1897 (Zimbabwe, Moçambic)
- Ceratogyrus dolichocephalus Hewitt, 1919 (Zimbabwe)
- Ceratogyrus ezendami Gallon, 2001 (Moçambic)
- Ceratogyrus hillyardi (Smith, 1990) (Malawi)
- Ceratogyrus marshalli Pocock, 1897 (Zimbabwe, Moçambic)
- Ceratogyrus meridionalis (Hirst, 1907) (Malawi, Moçambic)
- Ceratogyrus paulseni Gallon, 2005 (Sud-àfrica)
- Ceratogyrus pillansi (Purcell, 1902) (Zimbabwe, Moçambic)
- Ceratogyrus sanderi Strand, 1906 (Namíbia, Zimbabwe)

### Chaetopelma
Chaetopelma Ausserer, 1871
- Chaetopelma adenense Simon, 1890 (Síria, Aden)
- Chaetopelma altugkadirorum Gallon, Gabriel & Tansley, 2012 (Turquia, Síria)
- Chaetopelma arabicum (Strand, 1908) (Orient Pròxim)
- Chaetopelma gardineri Hirst, 1911 (Seychelles)
- Chaetopelma gracile (Ausserer, 1871) (Xipre, Turquia)
- Chaetopelma karlamani Vollmer, 1997 (Xipre)
- Chaetopelma olivaceum (C. L. Koch, 1841) (Síria fins a l'Est d'Àfrica)
- Chaetopelma shabati Hassan, 1950 (Egipte)
- Chaetopelma webborum Smith, 1990 (Camerun)

### Chilobrachys
Chilobrachys Karsch, 1891
- Chilobrachys andersoni (Pocock, 1895) (Índia, Myanmar, Malàisia)
- Chilobrachys annandalei Simon, 1901 (Malàisia)
- Chilobrachys assamensis Hirst, 1909 (Índia)
- Chilobrachys bicolor (Pocock, 1895) (Myanmar)
- Chilobrachys brevipes (Thorell, 1897) (Myanmar)
- Chilobrachys dyscolus (Simon, 1886) (Vietnam)
- Chilobrachys femoralis Pocock, 1900 (Índia)
- Chilobrachys fimbriatus Pocock, 1899 (Índia)
- Chilobrachys flavopilosus (Simon, 1884) (Índia, Myanmar)
- Chilobrachys fumosus (Pocock, 1895) (Índia)
- Chilobrachys hardwicki (Pocock, 1895) (Índia)
- Chilobrachys huahini Schmidt & Huber, 1996 (Tailàndia)
- Chilobrachys hubei Song & Zhao, 1988 (Xina)
- Chilobrachys jingzhao Zhu, Song & Li, 2001 (Xina)
- Chilobrachys nitelinus Karsch, 1891 (Sri Lanka)
- Chilobrachys oculatus (Thorell, 1895) (Myanmar)
- Chilobrachys paviei (Simon, 1886) (Tailàndia)
- Chilobrachys pococki (Thorell, 1897) (Myanmar)
- Chilobrachys sericeus (Thorell, 1895) (Myanmar)
- Chilobrachys soricinus (Thorell, 1887) (Myanmar)
- Chilobrachys stridulans (Wood Mason, 1877) (Índia)
- Chilobrachys thorelli Pocock, 1900 (Índia)
- Chilobrachys tschankoensis Schenkel, 1963 (Xina)

### Chromatopelma
Chromatopelma Schmidt, 1995
- Chromatopelma cyaneopubescens (Strand, 1907) (Veneçuela)

### Citharacanthus
Citharacanthus Pocock, 1901
- Citharacanthus alayoni Rudloff, 1995 (Cuba)
- Citharacanthus cyaneus (Rudloff, 1994) (Cuba)
- Citharacanthus livingstoni Schmidt & Weinmann, 1996 (Guatemala)
- Citharacanthus longipes (F. O. P.-Cambridge, 1897) (Mèxic, Amèrica Central)
- Citharacanthus meermani Reichling & West, 2000 (Belize)
- Citharacanthus niger Franganillo, 1931 (Cuba)
- Citharacanthus sargi (Strand, 1907) (Guatemala)
- Citharacanthus spinicrus (Latreille, 1819) (Cuba, Hispaniola)

### Citharischius
Citharischius Pocock, 1900
- Citharischius crawshayi Pocock, 1900 (Kenya)
- Citharischius stridulantissimus (Strand, 1907) (Àfrica)

### Citharognathus
Citharognathus Pocock, 1895
- Citharognathus hosei Pocock, 1895 (Borneo)
- Citharognathus tongmianensis Zhu, Li & Song, 2002 (Xina)

### Clavopelma
Clavopelma Chamberlin, 1940
- Clavopelma tamaulipeca (Chamberlin, 1937) (Mèxic)

### Coremiocnemis
Coremiocnemis Simon, 1892
- Coremiocnemis cunicularia (Simon, 1892) (Malàisia)
- Coremiocnemis tropix Raven, 2005 (Queensland)
- Coremiocnemis valida Pocock, 1895 (Malàisia)

### Crassicrus
Crassicrus Reichling & West, 1996
- Crassicrus lamanai Reichling & West, 1996 (Belize)

### Cratorrhagus
Cratorrhagus Simon, 1891
- Cratorrhagus concolor (Simon, 1873) (Síria)
- Cratorrhagus tetramerus (Simon, 1873) (Síria)

### Cyclosternum
Cyclosternum Ausserer, 1871
- Cyclosternum bicolor (Schiapelli & Gerschman, 1945) (Brasil)
- Cyclosternum fasciatum (O. P.-Cambridge, 1892) (Costa Rica)
- Cyclosternum garbei (Mello-Leitão, 1923) (Brasil)
- Cyclosternum gaujoni Simon, 1889 (Ecuador)
- Cyclosternum janeirum (Keyserling, 1891) (Brasil)
- Cyclosternum janthinum (Simon, 1889) (Ecuador)
- Cyclosternum kochi (Ausserer, 1871) (Veneçuela)
- Cyclosternum macropus (Ausserer, 1875) (Mèxic)
- Cyclosternum melloleitaoi Bücherl, Timotheo & Lucas, 1971 (Brasil)
- Cyclosternum obesum (Simon, 1892) (Brasil)
- Cyclosternum obscurum Simon, 1891 (Mèxic)
- Cyclosternum palomeranum West, 2000 (Mèxic)
- Cyclosternum pentalore (Simon, 1888) (Guatemala)
- Cyclosternum rufohirtum (Simon, 1889) (Veneçuela)
- Cyclosternum schmardae Ausserer, 1871 (Colòmbia, Ecuador)
- Cyclosternum spinopalpus (Schaefer, 1996) (Paraguai)
- Cyclosternum symmetricum (Bücherl, 1949) (Brasil)
- Cyclosternum viridimonte Valerio, 1982 (Costa Rica)

### Cyriocosmus
Cyriocosmus Simon, 1903
- Cyriocosmus bertae Pérez-Miles, 1998 (Brasil)
- Cyriocosmus blenginii Pérez-Miles, 1998 (Bolívia)
- Cyriocosmus chicoi Pérez-Miles, 1998 (Brasil)
- Cyriocosmus elegans (Simon, 1889) (Veneçuela, Trinidad, Tobago)
- Cyriocosmus fasciatus (Mello-Leitão, 1930) (Brasil)
- Cyriocosmus fernandoi Fukushima, Bertani & da Silva, 2005 (Brasil)
- Cyriocosmus leetzi Vol, 1999 (Colòmbia)
- Cyriocosmus nogueiranetoi Fukushima, Bertani & da Silva, 2005 (Brasil)
- Cyriocosmus ritae Pérez-Miles, 1998 (Perú, Brasil)
- Cyriocosmus sellatus (Simon, 1889) (Perú, Brasil)
- Cyriocosmus versicolor (Simon, 1897) (Paraguai, Argentina)

### Cyriopagopus
Cyriopagopus Simon, 1887
- Cyriopagopus dromeus (Chamberlin, 1917) (Filipines)
- Cyriopagopus paganus Simon, 1887 (Myanmar)
- Cyriopagopus schioedtei (Thorell, 1891) (Malàisia)
- Cyriopagopus thorelli (Simon, 1901) (Malàisia)

### Cyrtopholis
Cyrtopholis Simon, 1892
- Cyrtopholis agilis Pocock, 1903 (Hispaniola)
- Cyrtopholis anacanta Franganillo, 1935 (Cuba)
- Cyrtopholis annectans Chamberlin, 1917 (Barbados)
- Cyrtopholis bartholomaei (Latreille, 1832) (St. Thomas, Antigua)
- Cyrtopholis bonhotei (F. O. P.-Cambridge, 1901) (Bahames)
- Cyrtopholis bryantae Rudloff, 1995 (Cuba)
- Cyrtopholis culebrae (Petrunkevitch, 1929) (Puerto Rico)
- Cyrtopholis cursor (Ausserer, 1875) (Hispaniola)
- Cyrtopholis femoralis Pocock, 1903 (Montserrat)
- Cyrtopholis flavostriata Schmidt, 1995 (Illes Verges)
- Cyrtopholis gibbosa Franganillo, 1936 (Cuba)
- Cyrtopholis innocua (Ausserer, 1871) (Cuba)
- Cyrtopholis intermedia (Ausserer, 1875) (Sud d'Amèrica)
- Cyrtopholis ischnoculiformis (Franganillo, 1926) (Cuba)
- Cyrtopholis jamaicola Strand, 1908 (Jamaica)
- Cyrtopholis major (Franganillo, 1926) (Cuba)
- Cyrtopholis media Chamberlin, 1917 (St. Kitts)
- Cyrtopholis meridionalis (Keyserling, 1891) (Brasil)
- Cyrtopholis obsoleta (Franganillo, 1935) (Cuba)
- Cyrtopholis palmarum Schiapelli & Gerschman, 1945 (Brasil)
- Cyrtopholis plumosa Franganillo, 1931 (Cuba)
- Cyrtopholis portoricae Chamberlin, 1917 (Puerto Rico)
- Cyrtopholis ramsi Rudloff, 1995 (Cuba)
- Cyrtopholis regibbosa Rudloff, 1994 (Cuba)
- Cyrtopholis respina Franganillo, 1935 (Cuba)
- Cyrtopholis schmidti Rudloff, 1996 (Brasil)
- Cyrtopholis unispina Franganillo, 1926 (Cuba)
- Cyrtopholis zorodes Mello-Leitão, 1923 (Brasil)

## E

### Encyocratella
Encyocratella Strand, 1907
- Encyocratella olivacea Strand, 1907 (Tanzània)

### Encyocrates
Encyocrates Simon, 1892
- Encyocrates raffrayi Simon, 1892 (Madagascar)

### Ephebopus
Ephebopus Simon, 1892
- Ephebopus cyanognathus Oest d'& Marshall, 2000 (Guaiana Francesa)
- Ephebopus fossor Pocock, 1903 (Ecuador)
- Ephebopus murinus (Walckenaer, 1837) (Brasil)
- Ephebopus rufescens Oest d'& Marshall, 2000 (Guaiana Francesa)
- Ephebopus uatuman Lucas, Silva & Bertani, 1992 (Brasil)

### Euathlus
Euathlus Ausserer, 1875
- Euathlus latithorax (Strand, 1908) (Ghana, probablement Sud d'Amèrica)
- Euathlus pulcherrimaklaasi (Schmidt, 1991) (Ecuador)
- Euathlus truculentus L. Koch, 1875 (Xile, Argentina)
- Euathlus vulpinus (Karsch, 1880) (Xile)
  - Euathlus vulpinus ater (Donoso, 1957) (Xile)

### Eucratoscelus
Eucratoscelus Pocock, 1898
- Eucratoscelus constrictus (Gerstäcker, 1873) (Kenya, Tanzània)
- Eucratoscelus pachypus Schmidt & von Wirth, 1990 (Tanzània)

### Eumenophorus
Eumenophorus Pocock, 1897
- Eumenophorus clementsi Pocock, 1897 (Sierra Leone)
- Eumenophorus murphyorum Smith, 1990 (Sierra Leone)

### Eupalaestrus
Eupalaestrus Pocock, 1901
- Eupalaestrus campestratus (Simon, 1891) (Brasil, Paraguai, Argentina)
- Eupalaestrus spinosissimus Mello-Leitão, 1923 (Brasil)
- Eupalaestrus weijenberghi (Thorell, 1894) (Brasil, Uruguai, Argentina)

### Euphrictus
Euphrictus Hirst, 1908
- Euphrictus spinosus Hirst, 1908 (Camerun)
- Euphrictus squamosus (Benoit, 1965) (Congo)

## G

### Grammostola
Grammostola Simon, 1892
- Grammostola actaeon (Pocock, 1903) (Brasil, Uruguai)
- Grammostola alticeps (Pocock, 1903) (Uruguai)
- Grammostola aureostriata Schmidt & Bullmer, 2001 (Paraguai, Argentina)
- Grammostola burzaquensis Ibarra, 1946 (Argentina)
- Grammostola chalcothrix Chamberlin, 1917 (Argentina)
- Grammostola doeringi (Holmberg, 1881) (Argentina)
- Grammostola fossor Schmidt, 2001 (Argentina)
- Grammostola gossei (Pocock, 1899) (Argentina)
- Grammostola grossa (Ausserer, 1871) (Brasil, Paraguai, Uruguai, Argentina)
- Grammostola iheringi (Keyserling, 1891) (Brasil)
- Grammostola inermis Mello-Leitão, 1941 (Argentina)
- Grammostola mendozae (Strand, 1907) (Argentina)
- Grammostola mollicoma (Ausserer, 1875) (Brasil, Uruguai, Paraguai, Argentina)
- Grammostola monticola (Strand, 1907) (Bolívia)
- Grammostola porteri (Mello-Leitão, 1936) (Xile)
- Grammostola pulchra Mello-Leitão, 1921 (Brasil)
- Grammostola rosea (Walckenaer, 1837) (Bolívia, Xile, Argentina)
- Grammostola schulzei (Schmidt, 1994) (Argentina)
- Grammostola vachoni Schiapelli & Gerschman, 1961 (Argentina)

## H

### Hapalopus
Hapalopus Ausserer, 1875
- Hapalopus aldanus West, 2000 (Mèxic)
- Hapalopus butantan (Pérez-Miles, 1998) (Brasil)
- Hapalopus formosus Ausserer, 1875 (Colòmbia)
- Hapalopus guianensis Caporiacco, 1954 (Guaiana Francesa)
- Hapalopus nigriventris (Mello-Leitão, 1939) (Veneçuela)
- Hapalopus nondescriptus Mello-Leitão, 1926 (Brasil)
- Hapalopus tripepii (Dresco, 1984) (Brasil)
- Hapalopus triseriatus Caporiacco, 1955 (Veneçuela)

### Hapalotremus
Hapalotremus Simon, 1903
- Hapalotremus albipes Simon, 1903 (Bolívia)
- Hapalotremus cyclothorax (Mello-Leitão, 1923) (Brasil)
- Hapalotremus exilis (Mello-Leitão, 1923) (Brasil)
- Hapalotremus major (Chamberlin, 1916) (Perú)
- Hapalotremus muticus (Mello-Leitão, 1923) (Brasil)
- Hapalotremus scintillans (Mello-Leitão, 1929) (Brasil)

### Haploclastus
Haploclastus Simon, 1892
- Haploclastus cervinus Simon, 1892 (Índia)
- Haploclastus himalayensis (Tikader, 1977) (Índia)
- Haploclastus kayi Gravely, 1915 (Índia)
- Haploclastus nilgirinus Pocock, 1899 (Índia)
- Haploclastus robustus (Pocock, 1899) (Índia)
- Haploclastus satyanus (Barman, 1978) (Índia)
- Haploclastus tenebrosus Gravely, 1935 (Índia)
- Haploclastus validus (Pocock, 1899) (Índia)

### Haplocosmia
Haplocosmia Schmidt & von Wirth, 1996
- Haplocosmia himalayana (Pocock, 1899) (Himàlaia)
- Haplocosmia nepalensis Schmidt & von Wirth, 1996 (Nepal)

### Haplopelma
Haplopelma Simon, 1892
- Haplopelma albostriatum (Simon, 1886) (Myanmar, Tailàndia, Cambodia)
- Haplopelma doriae (Thorell, 1890) (Borneo)
- Haplopelma hainanum (Liang i cols., 1999) (Xina)
- Haplopelma huwenum (Wang, Peng & Xie, 1993) (Xina)
- Haplopelma lividum Smith, 1996 (Myanmar)
- Haplopelma longipes von Wirth & Striffler, 2005 (Tailàndia, Cambodia)
- Haplopelma minax (Thorell, 1897) (Myanmar, Tailàndia)
- Haplopelma robustum Strand, 1907 (Singapur)
- Haplopelma salangense (Strand, 1907) (Malàisia)
- Haplopelma schmidti von Wirth, 1991 (Vietnam)
- Haplopelma vonwirthi Schmidt, 2005 (Sud-est d'Àsia)

### Harpactira
Harpactira Ausserer, 1871
- Harpactira atra (Latreille, 1832) (Sud-àfrica)
- Harpactira baviana Purcell, 1903 (Sud-àfrica)
- Harpactira cafreriana (Walckenaer, 1837) (Sud-àfrica)
- Harpactira chrysogaster Pocock, 1897 (Sud-àfrica)
- Harpactira curator Pocock, 1898 (Sud-àfrica)
- Harpactira curvipes Pocock, 1897 (Sud-àfrica)
- Harpactira dictator Purcell, 1902 (Sud-àfrica)
- Harpactira gigas Pocock, 1898 (Sud-àfrica)
- Harpactira guttata Strand, 1907 (Sud-àfrica)
- Harpactira hamiltoni Pocock, 1902 (Sud-àfrica)
- Harpactira lineata Pocock, 1897 (Sud-àfrica)
- Harpactira lyrata (Simon, 1892) (Sud-àfrica)
- Harpactira marksi Purcell, 1902 (Sud-àfrica)
- Harpactira namaquensis Purcell, 1902 (Namíbia, Sud-àfrica)
- Harpactira pulchripes Pocock, 1901 (Sud-àfrica)
- Harpactira tigrina Ausserer, 1875 (Sud-àfrica)

### Harpactirella
Harpactirella Purcell, 1902
- Harpactirella domicola Purcell, 1903 (Sud-àfrica)
- Harpactirella flavipilosa Lawrence, 1936 (Sud-àfrica)
- Harpactirella helenae Purcell, 1903 (Sud-àfrica)
- Harpactirella insidiosa (Denis, 1960) (Marroc)
- Harpactirella karrooica Purcell, 1902 (Sud-àfrica)
- Harpactirella lapidaria Purcell, 1908 (Sud-àfrica)
- Harpactirella lightfooti Purcell, 1902 (Sud-àfrica)
- Harpactirella longipes Purcell, 1902 (Sud-àfrica)
- Harpactirella magna Purcell, 1903 (Sud-àfrica)
- Harpactirella schwarzi Purcell, 1904 (Sud-àfrica)
- Harpactirella spinosa Purcell, 1908 (Sud-àfrica)
- Harpactirella treleaveni Purcell, 1902 (Sud-àfrica)

### Hemiercus
Hemiercus Simon, 1903
- Hemiercus cervinus (Simon, 1889) (Veneçuela)
- Hemiercus inflatus (Simon, 1889) (Veneçuela)
- Hemiercus kastoni Caporiacco, 1955 (Veneçuela)
- Hemiercus modestus (Simon, 1889) (Colòmbia)
- Hemiercus proximus Mello-Leitão, 1923 (Brasil)

### Hemirrhagus
Hemirrhagus Simon, 1903
- Hemirrhagus cervinus (Simon, 1891) (Mèxic)
- Hemirrhagus chilango Pérez-Miles & Locht, 2003 (Mèxic)
- Hemirrhagus coztic Pérez-Miles & Locht, 2003 (Mèxic)
- Hemirrhagus elliotti (Gertsch, 1973) (Mèxic)
- Hemirrhagus eros Pérez-Miles & Locht, 2003 (Mèxic)
- Hemirrhagus gertschi Pérez-Miles & Locht, 2003 (Mèxic)
- Hemirrhagus grieta (Gertsch, 1982) (Mèxic)
- Hemirrhagus mitchelli (Gertsch, 1982) (Mèxic)
- Hemirrhagus nahuanus (Gertsch, 1982) (Mèxic)
- Hemirrhagus ocellatus Pérez-Miles & Locht, 2003 (Mèxic)
- Hemirrhagus papalotl Pérez-Miles & Locht, 2003 (Mèxic)
- Hemirrhagus pernix (Ausserer, 1875) (Mèxic)
- Hemirrhagus puebla (Gertsch, 1982) (Mèxic)
- Hemirrhagus reddelli (Gertsch, 1973) (Mèxic)
- Hemirrhagus stygius (Gertsch, 1971) (Mèxic)

### Heteroscodra
Heteroscodra Pocock, 1899
- Heteroscodra crassipes Hirst, 1907 (Camerun, Gabon)
  - Heteroscodra crassipes latithorax Strand, 1920 (Congo)
- Heteroscodra maculata Pocock, 1899 (Oest i Centre d'Àfrica)
- Heteroscodra pachypoda (Strand, 1908) (Camerun)

### Heterothele
Heterothele Karsch, 1879
- Heterothele affinis Laurent, 1946 (Congo, Tanzània)
- Heterothele atropha Simon, 1907 (Congo)
- Heterothele caudicula (Simon, 1886) (Argentina)
- Heterothele darcheni (Benoit, 1966) (Gabon)
- Heterothele decemnotata (Simon, 1891) (Congo)
- Heterothele gabonensis (Lucas, 1858) (Gabon)
- Heterothele honesta Karsch, 1879 (Congo)
- Heterothele hullwilliamsi Smith, 1990 (Camerun)
- Heterothele ogbunikia Smith, 1990 (Nigèria)
- Heterothele spinipes Pocock, 1897 (Tanzània)
- Heterothele villosella Strand, 1907 (Est d'Àfrica)

### Holothele
Holothele Karsch, 1879
- Holothele colonica (Simon, 1889) (Veneçuela)
- Holothele culebrae (Petrunkevitch, 1929) (Puerto Rico)
- Holothele denticulata (Franganillo, 1930) (Cuba)
- Holothele incei (F. O. P.-Cambridge, 1898) (Trinidad, Veneçuela)
- Holothele longipes (L. Koch, 1875) (Veneçuela)
- Holothele ludwigi (Strand, 1907) (Veneçuela)
- Holothele recta Karsch, 1879 (Veneçuela)
- Holothele rondoni (Lucas & Bücherl, 1972) (Brasil)
- Holothele sanguiniceps (F. O. P.-Cambridge, 1898) (Trinidad, Veneçuela)
- Holothele sericea (Simon, 1903) (Hispaniola)
- Holothele shoemakeri (Petrunkevitch, 1926) (Costa Rica, St. Thomas)
- Holothele steini (Simon, 1889) (Veneçuela)
- Holothele sulfurensis Maréchal, 2005 (Guadalupe)
- Holothele vellardi Rudloff, 1997 (Veneçuela)
- Holothele waikoshiemi Bertani & Araújo, 2006 (Veneçuela)

### Homoeomma
Homoeomma Ausserer, 1871
- Homoeomma brasilianum (Chamberlin, 1917) (Brasil)
- Homoeomma elegans (Gerschman & Schiapelli, 1958) (Argentina)
- Homoeomma familiare Bertkau, 1880 (Brasil)
- Homoeomma hirsutum (Mello-Leitão, 1935) (Brasil)
- Homoeomma humile Vellard, 1924 (Brasil)
- Homoeomma montanum (Mello-Leitão, 1923) (Brasil)
- Homoeomma nigrum (Walckenaer, 1837) (Brasil)
- Homoeomma Perúvianum (Chamberlin, 1916) (Perú)
- Homoeomma pictum (Pocock, 1903) (Perú)
- Homoeomma simoni Soares & Camargo, 1948 (Brasil)
- Homoeomma strabo (Simon, 1892) (Colòmbia, Brasil)
- Homoeomma stradlingi O. P.-Cambridge, 1881 (Brasil)
- Homoeomma Uruguaiense (Mello-Leitão, 1946) (Uruguai, Argentina)
- Homoeomma villosum (Keyserling, 1891) (Brasil)

### Hysterocrates
Hysterocrates Simon, 1892
- Hysterocrates affinis Strand, 1907 (Camerun)
  - Hysterocrates affinis angusticeps Strand, 1907 (Camerun)
- Hysterocrates apostolicus Pocock, 1900 (São Tomé)
- Hysterocrates crassipes Pocock, 1897 (Camerun)
- Hysterocrates didymus Pocock, 1900 (São Tomé)
- Hysterocrates ederi Charpentier, 1995 (Illes Bioko –Guinea Ecuatorial–)
- Hysterocrates gigas Pocock, 1897 (Camerun)
- Hysterocrates greeffi (Karsch, 1884) (Camerun)
- Hysterocrates greshoffi (Simon, 1891) (Congo)
- Hysterocrates haasi Strand, 1906 (Camerun)
- Hysterocrates hercules Pocock, 1899 (Nigèria)
- Hysterocrates laticeps Pocock, 1897 (Camerun)
- Hysterocrates maximus Strand, 1906 (Camerun)
- Hysterocrates ochraceus Strand, 1907 (Camerun, Congo)
- Hysterocrates robustus Pocock, 1899 (Río Muni)
  - Hysterocrates robustus sulcifer Strand, 1908 (Camerun)
- Hysterocrates scepticus Pocock, 1900 (São Tomé)
- Hysterocrates sjostedti (Thorell, 1899) (Camerun)
- Hysterocrates spellenbergi Strand, 1906 (Camerun)
- Hysterocrates vosseleri Strand, 1906 (Oest d'Àfrica)
- Hysterocrates weileri Strand, 1906 (Camerun)